# Wet & Waan
Wet & Waan was een Nederlandse televisieserie die door de AVRO werd uitgezonden tussen december 2000 en januari 2004. Centraal staan een officier van justitie en een psychiater die een relatie hebben en elkaar ook professioneel regelmatig tegenkomen.

## Verhaal
Herman de Vlieger is officier van justitie en vader van twee dochters, Susanna en Julia. Na zijn scheiding krijgt hij een relatie met de jonge psychiater Wessel van Ede. Als beide mannen gaan samenwonen ontstaan de nodige irritaties over soms triviale zaken. Het samenwonen moet duidelijk wennen. Zeker als de dochters van Herman hun steentje gaan bijdragen en Wessel zien als een soort plaatsvervangende moeder. Julia de Vlieger is in opleiding als officier van justitie en komt werken op het kantoor van haar vader. Ze trekt zo lang in bij haar zuster Susanna die kunstenares is. In de verschillende afleveringen komen wet en waan dicht bij elkaar. Wessel krijgt te maken met zelfmoordpogingen, verkrachtingen en patiënten met verschillende afwijkingen. Regelmatig komt hij in zijn capaciteit als psychiater Herman tegen die in tegenstelling tot Wessel niet mag genezen, maar moet aanklagen.

## Productie
De serie werd bedacht door Hugo Heinen, die al eerder roem oogstte als een van de tekstschrijvers van de rechtbankserie Pleidooi. Hij was de supervisor van het schrijversteam bestaande uit: Esmé Lammers, Ruud van Megen, Marieke van der Pol en Pieter van de Waterbeemd. Bij de productie van de tweede serie was Esmé Lammers vervangen door Jan Harm Dekker. De regie was in handen van Ben Sombogaart en Norbert ter Hall in de eerste serie en in de tweede serie van Ben Sombogaart, Peter de Baan en Arno Dierickx. De muziek was van Fons Merkies. Kenmerkend voor de serie is de montage waarbij beeld en geluid soms door elkaar heen lijken te lopen, wat een vervreemdend effect heeft.

## Rolverdeling
- Herman de Vlieger - Huub Stapel
- Wessel van Ede - Marcel Hensema
- Susanna de Vlieger - Rifka Lodeizen
- Oda Ringholz - Nelly Frijda
- Julia Vlieger - Yonina Spijker
- Vincent Pareira - Khaldoun Elmecky
- Ton Verburg - Bert Luppes
- Cecile van Ede - Debbie Korper

## Afleveringen
Seizoen 1
- De wet van Dickens (uitzenddatum: 13-12-2000)
- Zwijgplicht (uitzenddatum: 20-12-2000)
- Richard, Rutger, Roderick (uitzenddatum: 27-12-2000)
- Habeas Corpus (uitzenddatum: 3-1-2001)
- Pick (uitzenddatum: 10-1-2001)
- Leeuwentemmer (uitzenddatum: 17-1-2001)
- Woondroom (uitzenddatum: 24-1-2001)
- Goede vader (uitzenddatum: 31-1-2001)
- Each man kills.. (uitzenddatum: 7-2-2001)
- Saskia (uitzenddatum: 14-2-2001)

Seizoen 2
- Het grijze gebied (uitzenddatum: 31-10-2003)
- Het geheim van de raadkamer (uitzenddatum: 7-11-2003)
- Bestwil (uitzenddatum: 14-11-2003)
- Harde heelmeesters (uitzenddatum: 21-11-2003)
- Topsport (uitzenddatum: 28-11-2003)
- Opera (uitzenddatum: 5-12-2003)
- Vrijdagoordeel (uitzenddatum: 12-12-2003)
- Gloed (uitzenddatum: 19-12-2003)
- Fan van het jaar (uitzenddatum: 2-1-2004)
- Au pair (uitzenddatum: 9-1-2004)